# Aru Majo ga Shinu Made
Aru Majo ga Shinu Made (ある魔女が死ぬまで?) es una serie de novelas ligeras japonesas escritas por Saka e ilustradas por Chorefuji. Se serializó como una novela web publicada en Kakuyomu desde octubre de 2019 hasta agosto de 2022. Posteriormente fue adquirida por ASCII Media Works, quien comenzó a publicarla bajo su sello de novela ligera Dengeki no Shin Bungei en diciembre de 2021. 
La serie comenzó una adaptación a manga ilustrada por Kenu Amearare. serialización en la revista Dengeki Comic Regulus de ASCII Media Works en marzo de 2023. Una adaptación de la serie de televisión de anime producida por EMT Squared se emitió en abril a junio de 2025.

## Argumento
Meg Raspberry no es más que una aprendiz de bruja que cumple 17 años. Sin embargo, Faust, su profesora de magia y Bruja Perenne de los Siete Sabios, le revela inesperadamente que va a morir. Para detener la maldición de la Sentencia de Muerte, Meg debe crear la Semilla de la Vida utilizando las lágrimas de alegría de 1000 personas. Para encontrarlas, Meg tendrá que abandonar la vida protegida que siempre ha conocido y salir al mundo. Habrá encuentros, despedidas y amistades a raudales, y por supuesto, muchas lágrimas. Meg aprenderá que las lecciones más importantes para una bruja son brillantes, dulces y, en cierto modo, desgarradoras.

## Personajes
Meg Raspberry (メグ・ラズベリー Megu Razuberī?)
 Seiyū: Yoshino Aoyama
Faust (ファウスト Fausuto?)
 Seiyū: Yoshiko Sakakibara
Carbuncle (カーバンクル Kābankuru?)
 Seiyū: Miharu Hanai
Búho Nevado (シロフクロウ Shirofukurō?)
 Seiyū: Aina Suzuki
Fine Cavendish (フィーネ・キャベンディッシュ Fīne Kyabendisshu?)
 Seiyū: Rumi Okubo
Sophie Hayter (ソフィ・ヘイター Sofi Heitā?)
 Seiyū: Hina Yōmiya
Chica Misteriosa (謎の少女 Nazo no Shōjo?)
 Seiyū: Atsumi Tanezaki
Inori (祈?)
 Seiyū: Shizuka Itō
Eldora (エルドラ Erudora?)
 Seiyū: Yoko Hikasa

## Contenido de la obra

### Novelas ligeras
La novela ligera fue escrita por Saka, Aru Majo ga Shinu Made se serializó como una novela web publicada en el sitio web Kakuyomu del 3 de octubre de 2019 al 26 de agosto de 2022. Posteriormente fue adquirida por ASCII Media Works, quien comenzó a publicarla como una novela ligera con ilustraciones de Chorefuji bajo el sello de novela ligera Dengeki no Shin Bungei el 17 de diciembre de 2021. La novela ligera tiene licencia en inglés de Yen Press.
| Volúmenes de novelas ligeras publicadas | Volúmenes de novelas ligeras publicadas | Volúmenes de novelas ligeras publicadas |
| Número                                  | Fecha de lanzamiento                    | ISBN                                    |
| --------------------------------------- | --------------------------------------- | --------------------------------------- |
| 1                                       | 17 de diciembre de 2021                 | ISBN 978-4-04-914054-5                  |
| 2                                       | 17 de julio de 2024                     | ISBN 978-4-04-915566-2                  |

### Manga
Una adaptación de manga ilustrada por Kenu Amearare comenzó a serializarse en el sitio web de manga Dengeki Comic Regulus de ASCII Media Works el 10 de marzo de 2023. Los capítulos del manga se compilaron en un solo volumen tankōbon a partir de julio de 2023. La adaptación al manga se publica digitalmente en inglés en el sitio web BookWalker de Kadokawa.
| Volúmenes de manga publicados | Volúmenes de manga publicados | Volúmenes de manga publicados |
| Número                        | Fecha de lanzamiento          | ISBN                          |
| ----------------------------- | ----------------------------- | ----------------------------- |
| 1                             | 27 de julio de 2023           | ISBN 978-4-04-915154-1        |
| 2                             | 26 de julio de 2024           | ISBN 978-4-04-915822-9        |

### Anime
El 28 de junio de 2024 se anunció una adaptación de la serie de televisión de anime. La serie está producida por EMT Squared y dirigida por Atsushi Nigorikawa, con Keiichirō Ōchi supervisando los guiones de la serie y Yuki Shizuku diseñando los personajes. La serie se emitió del 1 de abril al 17 de junio de 2025 en AT-X y otras cadenas. El tema de apertura es "Drops", interpretado por Maaya Sakamoto, mientras que el tema de cierre es "Hana-saku Michi de", interpretado por Aoi Teshima y compuesto por Yuki Kajiura. Crunchyroll obtuvo la licencia de la serie fuera de Asia.